# Szklany sufit
Szklany sufit – niewidzialna bariera utrudniająca m.in. kobietom, a także mniejszościom narodowym, etnicznym, seksualnym, wyznaniowym lub również sprawnościowym itp. dojście do wysokich pozycji w biznesie czy polityce.

## Wobec kobiet
Fenomen jest „niewidzialny”, ponieważ zazwyczaj w każdym konkretnym przypadku utrudnień awansowych organizacje znajdują dla nich inne wytłumaczenia, ale jednocześnie na poziomie całej populacji, przy zastosowaniu analizy statystycznej, można zaobserwować, że kobiety (oraz wskazane wyżej mniejszości) przy takich samych kwalifikacjach rzadziej awansują i uzyskują niższe uposażenia.
„Szklany sufit nie jest po prostu barierą dotyczącą pojedynczej osoby, związaną z jej brakiem umiejętności poradzenia sobie na wyższym stanowisku. Szklany sufit dotyczy raczej kobiet jako zbiorowości, której uniemożliwia się karierę z powodu bycia kobietami”. Występuje nawet w krajach w powszechnym odbiorze uważanych za przodujące w wyrównywaniu nierówności płci.
Przyczyn istnienia szklanego sufitu można szukać na przykład w utrwalonych rolach społecznych, przypisujących mężczyznom kierownicze role, w tradycyjnym podziale obowiązków w rodzinie (wedle którego kobiety częściej zajmują się pracami domowymi i opieką nad dziećmi), a także w powstawaniu tzw. „gett zawodowych” (oferowaniu kobietom zawodów, w których awans jest utrudniony).
Fenomen szklanego sufitu (barier awansowych dla określonych grup społecznych, pomimo istnienia ścieżek kariery) należy odróżnić od zjawiska tzw. lepkiej podłogi, dotyczącego przede wszystkim osób w zawodach o niskim prestiżu społecznym, dla których w ogóle brak przewidzianych ścieżek awansu.
Niepublikowane badania prowadzone w HEC School of Management w Paryżu na próbie absolwentów szkół średnich z klas o profilu nauk ścisłych podczas egzaminów na studia sugerują, że kobiety mogą charakteryzować się mniejszą odpornością na stres towarzyszący rywalizacji podczas walki o pozycję społeczną, co potencjalnie mogłoby także zaliczać się do powodów, dla których we Francji na stanowiskach kierowniczych jest więcej mężczyzn niż kobiet.
Z kolei według Warrena Farrella można wskazać inne główne przyczyny fenomenu: krótszy czas pracy (w latach, godzinach dziennie i dla danej organizacji); wybór mniej uciążliwych, mniej niebezpiecznych lub wymagających mniejszej odpowiedzialności zawodów i specjalizacji zawodowych przez kobiety, często w mniej wiodących dziedzinach gospodarki. Ponadto, zdaniem Farrella, niejednokrotnie system prawny konserwuje te dysproporcje.
Autorki jednej z publikacji krytycznych wobec Farrella zauważają, że co prawda 52% kobiet miało w 15-letniej karierze co najmniej roczną przerwę (w porównaniu do 16% mężczyzn), ale ich zdaniem na indywidualne wybory kobiet wpływa złożona kombinacja czynników, z których część może być konstruktami społecznymi. Poważny wzrost bezrobocia i spadek siły zarobkowej kobiet w krajach postkomunistycznych był m.in. tematem opracowań międzynarodowej organizacji United Nation Development Program, a ich opracowania publikowane są w formie raportów i artykułów prezentowanych dla rządów europejskich i organizacji ekonomiczno-społecznych.
Po upadku banku Lehman Brothers ukuto także pojęcie szklanego klifu (glass cliff). Pracująca w banku od 1995 roku Erin Callan w 2007 roku awansowała na stanowisko CFO w ramach polityki równouprawnienia i promocji różnorodności. Raport opublikowany po upadku banku w 2008 roku wskazywał, że Callan nie miała odpowiednich kompetencji w zakresie zarządzania finansami i podjęła szereg błędnych decyzji, włącznie z wprowadzaniem w błąd klientów i akcjonariuszy. Po dymisji w 2008 roku przeciwko Callan skierowano szereg pozwów ze strony regulatorów finansowych, klientów i inwestorów. Według części usprawiedliwiających ją dziennikarzy Callan padła ofiarą zdominowanego przez mężczyzn zarządu, który skierował ją na odpowiedzialne stanowisko w trudnym dla firmy okresie.

## Wobec osób homoseksualnych
Według badania opublikowanego w 2018, homoseksualni mężczyźni maja znacznie niższe prawdopodobieństwo osiągania kluczowych stanowisk w firmach niż mężczyźni heteroseksualni. Dekompozycja Oaxaca wskazuje jako przyczynę dyskryminację, wykluczając jednocześnie kwestię charakteru i umiejętności.